# Bernd Petrisch
Bernd Petrisch (* 31. Dezember 1943 in Wien) ist ein österreichischer Politiker (ÖVP). Petrisch war Abgeordneter zum Salzburger Landtag und Klubobmann-Stellvertreter.

## Ausbildung und Beruf
Petrisch besuchte nach der Volks- und Mittelschule die Bundesgewerbeschule, Fachrichtung Betriebstechnik. Nach der Matura studierte Petrisch an der Hochschule für Welthandel und schloss sein Studium mit den Akademischen Graden Dkfm. und Dr. ab. Anschließend absolvierte Petrisch den Präsenzdienst und wurde Oberleutnant der Reserve. 1970 trat er in die Firma Ernst Katzinger Ges. m.b.H. (später Philips Data GmbH bzw. Digital Data Equipment) ein. 1972 übersiedelte Petrisch nach Salzburg und wurde Geschäftsstellenleiter und Prokurist von Philips Data Salzburg. Zudem war er Beauftragter des Philips-Konzernvorstandes für Salzburg. 1992 machte er sich als Unternehmensberater und Kaufmann selbständig und gründete 1994 die Firma Archiv Consult GmbH (Elektronische Archivsysteme und Dokumentenmanagement), heute Easy Solutions GmbH.

## Politik und Funktionen
Petrisch war von 1990 bis 1995 Fachgruppenvorsteher der Unternehmensberater und Datenverarbeiter in der Wirtschaftskammer Salzburg und ist seit 1994 stellvertretender Obmann der Wirtschaftsbund-Ortsgruppe Gneis/Morzg. Im Jahr 2000 wurde er zudem Aufsichtsrat in der Salzburger Forschungsgesellschaft Salzburg Research, Aufsichtsrat in der MesseZentrum Salzburg GmbH sowie Beirat im Salzburger Landestheaters und im Mozarteum-Orchester Salzburg.
Petrisch war bis zum 22. April 2009 Abgeordneter zum Salzburger Landtag und seit dem 28. Oktober 2006 Klubobmann-Stellvertreter von Gerlinde Rogatsch. Petrisch war Bereichssprecher für die Themen Finanzen, Raumordnung, Senioren sowie Kunst und Kultur im ÖVP-Landtagsklub. Seit dem Ausscheiden von Michael Neureiter aus dem Salzburger Landtag nimmt Bernd Petrisch das Salzburger Mandat in der österreichischen Delegation im Kongress der Gemeinden und Regionen des Europarates wahr. Im Frühjahr 2008 war Petrisch zudem als Kandidat für den Zweiten Landtagspräsidenten im Gespräch. Nach der Landtagswahl in Salzburg 2009 schied Petrisch aus dem Landtag aus.
Petrisch übt derzeit folgende Funktionen aus:
- Beiratsmitglied des Instituts der Regionen Europas[5]

- Aufsichtsratsvorsitzender der  Salzburg Research Forschungsgesellschaft mbH[6]

- Aufsichtsrat der Fachhochschule Salzburg GmbH[7]

- Mitglied des Wissenschafts- und Forschungsrats des Landes Salzburg[8]

- Mitglied des Kontrollausschusses der Wirtschaftskammer Österreich[9]

- Beiratsmitglied der Innovations- und Technologietransfer Salzburg GmbH[10]

## Privates
Petrisch ist seit 1969 verheiratet, hat zwei Kinder und fünf Enkel.

## Ehrungen und Auszeichnungen
- Am 12. Dezember 2006 erhielt Petrisch, mit Beschluss des Bundespräsidenten vom 5. September 2006, den Berufstitel Kommerzialrat verliehen.[11]
- Großes Verdienstzeichen des Landes Salzburg (2010)[12]
- Großes Ehrenzeichen für Verdienste um die Republik Österreich (2013)[13]
- 2013: Aufnahme in die Bruderschaft von Santa Maria dell’Anima („Animabruderschaft“)